# Władysław Buszek
Władysław Buszek (ur. 16 lutego 1888 w Chylczycach, zm. 16 stycznia 1945 w Oksfordzie) – kapitan piechoty Wojska Polskiego, grawer, rzeźbiarz.

## Życiorys
Władysław Buszek urodził 16 lutego 1888. Był synem Antoniny. Przed 1914 był przemysłowcem.
Po wybuchu I wojny światowej 1914 wstąpił do Legionów Polskich. Służył w 6 pułku piechoty w składzie III Brygady.
Po odzyskaniu przez Polskę niepodległości został przyjęty do Wojska Polskiego. Został awansowany na stopień kapitana rezerwy piechoty ze starszeństwem z 1 czerwca 1919. W 1923, 1924 był oficerem rezerwowym 26 pułku piechoty w garnizonach Gródek Jagielloński/Lwów. W 1934 jako rezerwy był przydzielony do Oficerskiej Kadry Okręgowej nr VI jako oficer po ukończeniu 40 roku życia i pozostawał wówczas w ewidencji Powiatowej Komendy Uzupełnień Lwów Miasto.
W okresie II Rzeczypospolitej prowadził zakład przy ulicy Akademickiej we Lwowie, w którym sprzedawał wyroby złote, srebrne i zegarki, a ponadto prowadził dział, w którym wykonywał odznaki, żetony, nagrody, pozłocenie, posrebrzanie. Był projektantem i wykonawcą odznak jednostek Wojska Polskiego, w tym odznak jednostek piechoty WP, którymi były:
- odznaka pamiątkowa 40 pułku piechoty ze Lwowa[9],
- odznaka pamiątkowa 12 pułku artylerii polowej ze Złoczowa[10],
- odznaka pamiątkowa 38 pułku piechoty Strzelców Lwowskich z Przemyśla[11],
- odznaka pamiątkowa 23 pułku piechoty z Włodzimierza Wołyńskiego[12],
- Odznaka Honorowa „Orlęta” (wytwórca)[13].

W latach 20. wykonał berło Wydziału Matematyczno-Przyrodniczego Uniwersytetu Jana Kazimierza we Lwowie.
Był członkiem zwyczajnym Kasyna i Koła Literacko-Artystycznego we Lwowie.
W czasie II wojny światowej przebywał w Londynie, gdzie nadal zajmował się produkcją odznak (wykonał odznakę 1 pułku artylerii motorowej Polskich Sił Zbrojnych na Zachodzie).
Zmarł 16 stycznia 1945 w Oksford i został pochowany na cmentarzu w Botley.

## Ordery i odznaczenia
- Krzyż Niepodległości (28 grudnia 1933)[18]

- Złoty Krzyż Zasługi (1938)[19]
- Srebrny Krzyż Zasługi (30 listopada 1929)[20]